# Soria (tỉnh)

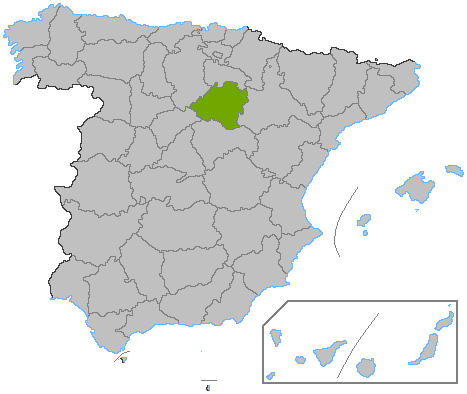
Tỉnh Soria

Soria là một tỉnh miền trung Tây Ban Nha, phía đông cộng đồng tự trị Castile và León.
Tỉnh này giáp các tỉnh La Rioja, Zaragoza, Guadalajara, Segovia, và Burgos.
Soria là tỉnh có dân số 91.487 người, gần 40% sống ở tỉnh lỵ Soria. Có 183 đô thị.